# Stomatorhinus ater
Stomatorhinus ater är en fiskart som beskrevs av Pellegrin 1924. Stomatorhinus ater ingår i släktet Stomatorhinus och familjen Mormyridae. IUCN kategoriserar arten globalt som otillräckligt studerad. Inga underarter finns listade i Catalogue of Life.